# Surinam na Letnich Igrzyskach Paraolimpijskich 2016
Surinam na Letnich Igrzyskach Paraolimpijskich 2016 w Rio de Janeiro reprezentował jeden mężczyzna. Był to czwarty start reprezentacji Surinamu na igrzyskach paraolimpijskich (poprzednie miały miejsce w 2004, 2008 i 2012).

## Wyniki

### Lekkoatletyka
Mężczyźni
- Biondi Misasi
  - bieg na 100 m T12 – 3. miejsce w biegu eliminacyjnym (11,56 s)[2],
  - skok w dal T12 – 12. miejsce (6,25 m)[3].